# Віктор Дьокереш
Віктор Ейнар Гьокереш (швед. Viktor Einar Gyökeres, нар. 4 червня 1998, Стокгольм, Швеція) — шведський футболіст, нападник англійського клубу «Арсенал» та національної збірної Швеції.

## Ігрова кар'єра

### Клубна
Віктор Гьокереш народився у одному з районів Стокгольма і є вихованцем столичного клубу «Броммапойкарна». У серпні 2015 року нападник дебютував за першу команду у турнірі Супереттан. В подальшому в матчах за «Броммапойкарну» Гьокереш вирізнявся високою результативністю. За результатами сезону 2017 року своєю грою Гьокереш допоміг клубу вийти до Аллсвенскан.
На початку 2018 року футболіст перейшов до англійського клубу «Брайтон енд Гоув Альбіон». Але заграти в основі Віктор так і не зумів і влітку 2019 року був відданий в оренду у німецький «Санкт-Паулі». Пізніше ще були оренди до клубів Чемпіоншипу «Суонсі Сіті» та «Ковентрі Сіті». Саме «Ковентрі» у липні 2021 року повністю викупив контракт шведського нападника. У клубі за два роки футболіст провів майже сто матчів, забивши  в них 38 голів.
У липні 2023 року португальський «Спортінг» за 20 млн євро викупив контракт шведського нападника, підписавши з ним угоду на п'ять років. 12 серпня Гьокереш дебютував у складі нової команди у домашній грі проти «Візели» і відразу ж відзначився двома влучними ударами у ворота гостей 3:2. За підсумками сезону «Спортінг» став чемпіоном Португалії, а нападник виграв гонку бомбардирів Прімейра-ліги (29 голів у 33 матчах). Загалом у перший сезон провів за лісабонську команду 51 гру у всіх турнірах і забив 43 м'ячі.

### Збірна
З 2015 року Віктор Гьокереш виступав за юнацькі та молодіжну збірну Швеції. У 2017 році Дьокереш брав участь у юнацькому чемпіонаті Європи для гравців до 19-ти років у Грузії. На турнірі футболіст провів три матчі, у яких забив три голи і став кращим бомбардмром чемпіонату.
8 січня 2019 року у товариському матчі проти команди Фінляндії Віктор Дьокереш дебютував у складі національної збірної Швеції 0:1. Через три дні відзначився першим забитим м'ячем за збірну, вразивши, також у товариській грі, ворота збірної Ісландії 2:2.

## Особисте життя
Віктор Гьокереш має угорське походження.

## Досягнення

### Командні
«Броммапойкарна»
- Переможець Супереттан: 2017

«Спортінг»
- Переможець чемпіонату Португалії: 2024, 2025[7]
- Володар Кубка Португалії: 2025

### Особисті
- Кращий бомбардир чемпіонату Європи серед юнаків до 19 років (3 гола): 2017
- Кращий бомбардир чемпіонату Португалії (29 голів): 2023/24[13]
- Футболіст року в Португалії: 2024
- Футболіст року в Швеції: 2024